# 소극적 자유
소극적 자유(Negative liberty)는 타인의 간섭으로부터의 자유이다. 소극적 자유는 주로 외부의 제약으로부터의 자유와 관련이 있으며, 적극적 자유(자신의 잠재력을 실현할 수 있는 힘과 자원을 소유하는 것)와 대조된다. 이러한 구분은 제러미 벤담에서 유래되었고, 토머스 힐 그린과 귀도 드 루지에로에 의해 널리 알려졌으며, 현재는 아이제이아 벌린의 1958년 강연 "자유의 두 개념"을 통해 가장 잘 알려져 있다.

## 개요
스탠퍼드 철학 백과사전은 소극적 자유를 다음과 같이 설명한다.
소극적 자유 개념은 ... 이동의 자유, 종교의 자유, 언론의 자유와 같은 자유민주주의 사회의 전형적인 헌법적 자유를 옹호하는 자유주의자들의 주장과 가부장주의적 또는 도덕주의적 국가 개입에 반대하는 주장에서 가장 흔히 사용된다. 또한 사유재산권을 옹호하는 데에도 자주 언급되지만, 사유재산이 필연적으로 소극적 자유를 증진시킨다는 주장에 이의를 제기하는 사람들도 있다.

## 같이 보기
- 자기소유권